# A Tribe Called Quest
A Tribe Called Quest war eine US-amerikanische Hip-Hop-Band aus New York City. Die Band wurde 1988 gegründet, 1998 aufgelöst und war von 2006 bis 2017 sporadisch wieder aktiv. Die Mitglieder waren die drei MCs Q-Tip, Phife Dawg († 2016) und Jarobi White sowie der DJ und Produzent Ali Shaheed Muhammad. 2013 gingen sie vorerst auseinander, fanden aber zwei Jahre später wieder zusammen. Im November 2016 ist das sechste und letzte Album der Band erschienen. Nach einer Abschiedstournee löste sich A Tribe Called Quest im September 2017 endgültig auf.
A Tribe Called Quest galt durch die teils philosophischen, teils sozialkritischen Texte sowie durch die häufig aus Jazz-Samples (Jazz-Rap) arrangierten Stücke als eine der von Fans des Eastcoastsounds bevorzugten Hip-Hop-Gruppen.

## Geschichte

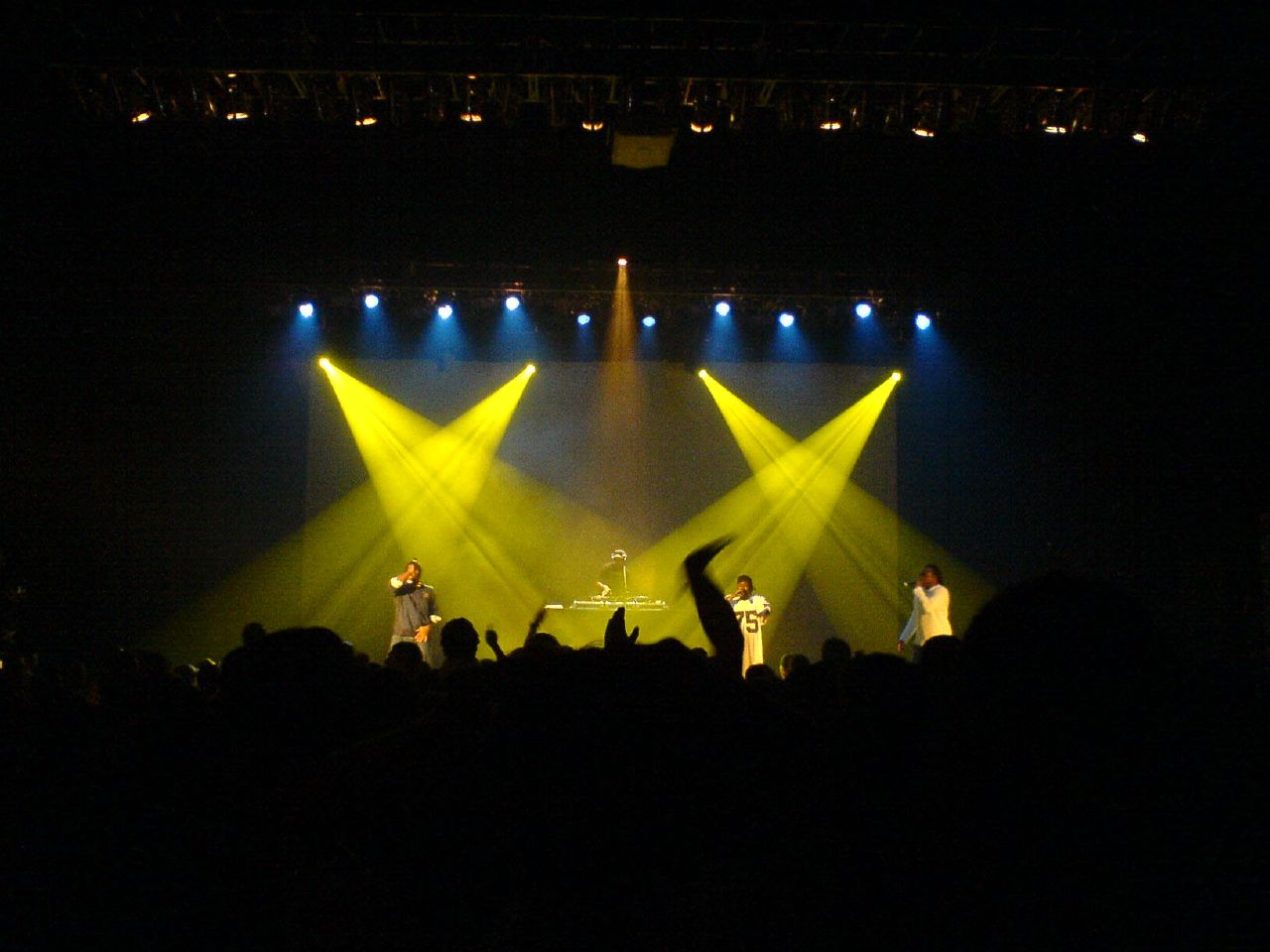
A Tribe Called Quest (2006)

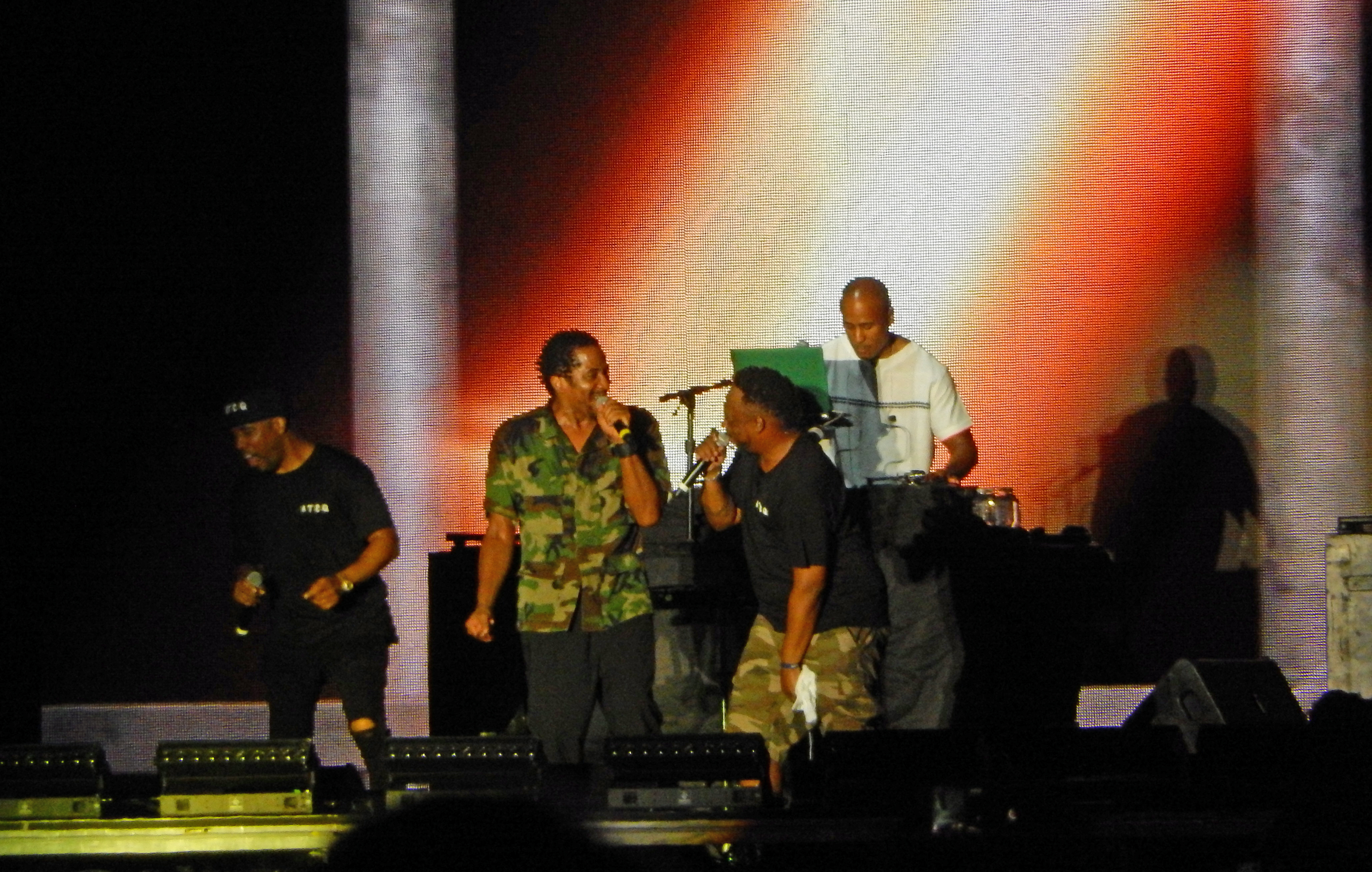
A Tribe Called Quest (2017)

Die Anfänge der Band reichen bis ins Jahr 1985 zurück. Q-Tip und Phife wuchsen in Queens, New York City, auf und lernten sich in jungen Jahren in der Kirche kennen. Ihre gemeinsame Herkunft thematisieren A Tribe Called Quest unter anderem in dem Song Check the Rhime auf ihrem zweiten Album The Low End Theory. Später lernten Q-Tip und Phife in der High School Ali Shaheed Muhammad kennen. Auf dieselbe Schule gingen auch die Jungle Brothers, eine Hip-Hop-Band, die gleichfalls später zur Native Tongue Family gehörte. Durch ein Bandmitglied der Jungle Brothers wurden sie mit DJ Red Alert bekannt, der ihnen zum Durchbruch helfen sollte. Die Jungle Brothers waren es auch, die 1988 den Namen A Tribe Called Quest geprägt haben, nachdem die Band sich zuvor lediglich als Quest bezeichnete. Die Native Tongues gehörten der Afrocentricity-Bewegung an und verbreiteten deren Gedanken, dass sich jeder Afroamerikaner seines Erbes besinnen soll.
Im August 1989 erschien die erste Single Description of a Fool auf einem kleinen Musik-Label. Zuvor hatte Q-Tip auf einigen Tracks von De La Souls LP 3 Feet High and Rising und auf Deee-Lites Groove Is In The Heart mitgewirkt.
1989 gingen A Tribe Called Quest zu Jive Records und veröffentlichten im gleichen Jahr ihr erstes Album People’s Instinctive Travels and the Paths of Rhythm. 1990 landeten sie einen Hit mit dem Song Bonita Applebum. Auf The Low End Theory bekamen sie Unterstützung von Bassist Ron Carter, der schon mit Miles Davis und John Coltrane gespielt hatte. 2003 schloss sich A Tribe Called Quest für kurze Zeit wieder zusammen, dabei entstand die Single ICU (Doin’ It) mit Erykah Badu.
Erst 2006 erfolgte eine dauerhafte Wiedervereinigung und A Tribe Called Quest gab in den kommenden Jahren wieder unregelmäßig Konzerte.
Im Jahr 2011 wurde der Dokumentarfilm Beats, Rhymes & Life: The Travels of a Tribe Called Quest veröffentlicht, der die Geschichte der Band von der Gründung bis zur Reunion-Tour im Jahr 2008 zeigt. Regie führte der Schauspieler Michael Rapaport.
Im November 2016 wurde das Album We Got It From Here… Thank You 4 Your Service veröffentlicht. Phife Dawg verstarb kurz vor der Fertigstellung des Albums an einer Diabeteserkrankung.
Eine Kollaboration und ein Biopic mit dem Atlanta-Hip-Hop-Duo Outkast waren geplant, enthüllte Mitglied Big Boi im Interview mit Hot 97. Dies kam auf Grund des Todes von Phife Dawg nicht zu Stande.
Nach dem Auftritt beim englischen Festival Bestival in Dorset löste sich die Gruppe am 9. September 2017 auf.

## Diskografie

### Studioalben
| Jahr | Titel                                                | Höchstplatzierung, Gesamtwochen, AuszeichnungChartplatzierungen (Jahr, Titel, Platzierungen, Wochen, Auszeichnungen, Anmerkungen) | Höchstplatzierung, Gesamtwochen, AuszeichnungChartplatzierungen (Jahr, Titel, Platzierungen, Wochen, Auszeichnungen, Anmerkungen) | Höchstplatzierung, Gesamtwochen, AuszeichnungChartplatzierungen (Jahr, Titel, Platzierungen, Wochen, Auszeichnungen, Anmerkungen) | Höchstplatzierung, Gesamtwochen, AuszeichnungChartplatzierungen (Jahr, Titel, Platzierungen, Wochen, Auszeichnungen, Anmerkungen) | Höchstplatzierung, Gesamtwochen, AuszeichnungChartplatzierungen (Jahr, Titel, Platzierungen, Wochen, Auszeichnungen, Anmerkungen) | Anmerkungen                                                    |
| Jahr | Titel                                                | DE | AT | CH | UK | US | Anmerkungen                                                    |
| ---- | ---------------------------------------------------- | --- | --- | --- | --- | --- | -------------------------------------------------------------- |
| 1990 | People’s Instinctive Travels and the Paths of Rhythm | — | — | — | UK54 Silber · (2 Wo.)UK | US91 Gold · (20 Wo.)US | Erstveröffentlichung: 17. April 1990 Verkäufe: + 560.000       |
| 1991 | The Low End Theory                                   | — | — | — | UK58 Silber · (1 Wo.)UK | US45 Platin · (51 Wo.)US | Erstveröffentlichung: 24. September 1991 Verkäufe: + 1.060.000 |
| 1993 | Midnight Marauders                                   | — | — | — | UK70 Silber · (1 Wo.)UK | US8 Platin · (30 Wo.)US | Erstveröffentlichung: 9. November 1993 Verkäufe: + 1.060.000   |
| 1996 | Beats, Rhymes and Life                               | — | — | — | UK28 (4 Wo.)UK | US1 Platin · (16 Wo.)US | Erstveröffentlichung: 30. Juli 1996 Verkäufe: + 1.050.000      |
| 1998 | The Love Movement                                    | DE36 (3 Wo.)DE | — | — | UK38 (2 Wo.)UK | US3 Gold · (11 Wo.)US | Erstveröffentlichung: 29. September 1998 Verkäufe: + 550.000   |
| 2016 | We Got It From Here… Thank You 4 Your Service        | DE14 (6 Wo.)DE | AT18 (3 Wo.)AT | CH12 (11 Wo.)CH | UK24 Silber · (4 Wo.)UK | US1 Gold · (15 Wo.)US | Erstveröffentlichung: 11. November 2016 Verkäufe: + 560.000    |

### Kompilationen
| Jahr | Titel                    | Höchstplatzierung, Gesamtwochen, AuszeichnungChartsChartplatzierungen (Jahr, Titel, Platzierungen, Wochen, Auszeichnungen, Anmerkungen) | Anmerkungen                            |
| Jahr | Titel                    | US | Anmerkungen                            |
| ---- | ------------------------ | --- | -------------------------------------- |
| 1999 | The Anthology            | US81 (6 Wo.)US | Erstveröffentlichung: 26. Oktober 1999 |
| 2003 | Hits, Rarities & Remixes | US190 (1 Wo.)US | Erstveröffentlichung: 17. Juni 2003    |

Weitere Kompilationen
- 1992: Revised Quest for the Seasoned Traveler
- 2006: The Lost Tribes
- 2008: The Best of A Tribe Called Quest

### EPs
- 1995: A Tribe Called Quest EP

### Singles
| Jahr | Titel Album                                                               | Höchstplatzierung, Gesamtwochen, AuszeichnungChartplatzierungen (Jahr, Titel, Album, Platzierungen, Wochen, Auszeichnungen, Anmerkungen) | Höchstplatzierung, Gesamtwochen, AuszeichnungChartplatzierungen (Jahr, Titel, Album, Platzierungen, Wochen, Auszeichnungen, Anmerkungen) | Höchstplatzierung, Gesamtwochen, AuszeichnungChartplatzierungen (Jahr, Titel, Album, Platzierungen, Wochen, Auszeichnungen, Anmerkungen) | Anmerkungen                                                                                         |
| Jahr | Titel Album                                                               | DE | UK | US | Anmerkungen                                                                                         |
| ---- | ------------------------------------------------------------------------- | --- | --- | --- | --------------------------------------------------------------------------------------------------- |
| 1990 | Bonita Applebum People’s Instinctive Travels and the Paths of Rhythm      | — | UK47 (3 Wo.)UK | — | Erstveröffentlichung: 19. Februar 1990                                                              |
| 1990 | Can I Kick It? People’s Instinctive Travels and the Paths of Rhythm       | — | UK15 Gold · (7 Wo.)UK | — | Erstveröffentlichung: 29. Oktober 1990                                                              |
| 1991 | I Left My Wallet in El Segundo (Vampire Mix) People’s Instinctive Remixes | — | UK86 (1 Wo.)UK | — | Erstveröffentlichung: 1991                                                                          |
| 1992 | Scenario The Low End Theory                                               | — | — | US57 Gold · (15 Wo.)US | Erstveröffentlichung: 13. März 1992 feat. Leaders of the New School                                 |
| 1993 | Award Tour Midnight Marauders                                             | — | — | US47 (18 Wo.)US | Erstveröffentlichung: 19. Oktober 1993                                                              |
| 1994 | Electric Relaxation Midnight Marauders                                    | — | UK— SilberUK | US65 (9 Wo.)US | Erstveröffentlichung: 28. Februar 1994                                                              |
| 1994 | Oh My God Midnight Marauders                                              | — | UK81 (2 Wo.)UK | — | Erstveröffentlichung: 30. Mai 1994 feat. Busta Rhymes                                               |
| 1996 | 1nce Again Beats, Rhymes and Life                                         | — | UK34 (2 Wo.)UK | — | Erstveröffentlichung: 1. Juli 1996                                                                  |
| 1996 | Stressed Out Beats, Rhymes and Life                                       | — | UK33 (2 Wo.)UK | — | Erstveröffentlichung: 11. November 1996 feat. Faith Evans                                           |
| 1997 | Rumble in the Jungle When We Were Kings (Soundtrack)                      | DE85 (1 Wo.)DE | UK3 (12 Wo.)UK | — | Erstveröffentlichung: 7. Januar 1997 Fugees feat. A Tribe Called Quest, Busta Rhymes und John Forté |
| 1997 | Jam Beats, Rhymes and Life                                                | — | UK61 (1 Wo.)UK | — | Erstveröffentlichung: 1997                                                                          |
| 1998 | Find a Way The Love Movement                                              | — | UK41 (2 Wo.)UK | US71 (7 Wo.)US | Erstveröffentlichung: 25. August 1998                                                               |
| 2016 | We the People… We Got It from Here… Thank You 4 Your Service              | — | — | US77 (1 Wo.)US | Erstveröffentlichung: 17. November 2016                                                             |

Weitere Singles
- 1989: Description of a Fool
- 1990: I Left My Wallet in El Segundo
- 1991: Check the Rhime (US: Gold)
- 1991: Jazz (We’ve Got)
- 1992: Luck of Lucien (Tom and Jerry Remix)
- 1992: Can I Kick It? (Boilerhouse Remix)
- 1992: Hot Sex
- 1998: Like It Like That

## Auszeichnungen für Musikverkäufe
| Goldene Schallplatte - Kanada - 1996: für das Album Beats, Rhymes and Life - 1998: für das Album The Love Movement | Platin-Schallplatte - Neuseeland - 2021: für die Single Can I Kick It? |

Anmerkung: Auszeichnungen in Ländern aus den Charttabellen bzw. Chartboxen sind in ebendiesen zu finden.
| Land/RegionAuszeichnungen für Musikverkäufe (Land/Region, Auszeichnungen, Verkäufe, Quellen) | Silber     | Gold     | Platin     | Verkäufe  | Quellen          |
| -------------------------------------------------------------------------------------------- | ---------- | -------- | ---------- | --------- | ---------------- |
| Kanada (MC)                                                                                  | —          | 2× Gold2 | —          | 100.000   | musiccanada.com  |
| Neuseeland (RMNZ)                                                                            | —          | —        | Platin1    | 30.000    | radioscope.co.nz |
| Vereinigte Staaten (RIAA)                                                                    | —          | 5× Gold5 | 3× Platin3 | 5.500.000 | riaa.com         |
| Vereinigtes Königreich (BPI)                                                                 | 5× Silber5 | Gold1    | —          | 840.000   | bpi.co.uk        |
| Insgesamt                                                                                    | 5× Silber5 | 8× Gold8 | 4× Platin4 |           |                  |